# 雾月政变
雾月政变，全称雾月18日政变（法語：Coup d'État du 18 Brumaire），是西哀士連同拿破崙、富歇和德塔列朗謀畫的奪權計畫。西哀士與拿破崙結盟，共同策划政變，並在共和8年霧月18∼19日（1799年11月9日～11月10日）推動政變，迫使第一督政保罗·巴拉斯辭職，驅散立法議會成員，推翻了督政府，組成執政府。政變後由西哀士、拿破崙、罗歇·迪科任臨時執政，西哀士並起草新的憲法，但被拿破崙破壞。拿破崙此後掌控法國。

## 背景
奥地利在1799年3月12日对法宣战后，法国重回战备状态。主战的残余雅各宾派于4月赢得选举，并采取了紧急措施。而此刻拿破仑和法兰西最精锐的部队正在参加埃及-叙利亚战役，无力顾及国内局势。因而在1799年春夏之际，法军在家门口节节败退。这导致了牧月30日政变爆发，雅各宾派下台，仅剩身为五执政之一的西哀士掌控着法国。不久，在同年9月25-26日的第二次蘇黎世戰役后，法国的军事处境得到了改善。随着法军一次次击退入侵，雅各宾派开始害怕主和的保皇派的复兴。当拿破仑在10月9日回国时，两派都称赞他为国家的拯救者，以博得他的好感。
公众亦热情称颂着拿破仑在中东取得的胜利，使得西哀士认为拿破仑是他政变计划中不可或缺的人物。然而，自拿破仑回归之时，自己也在西哀士的政变中计划了一次政变，最终来为自己而非西哀士夺得权力。西哀士與拿破崙於10月23日首度會面，並一致同意共和國處於內外交困的危險處境，而督政府無力應對，二人預計於一周內施行推翻督政府的計畫。
政变最大的潜在阻碍在军队之中，比如坚信共和主义的让-巴普蒂斯·儒尔当、相信他们自己有能力管好法国的让-巴蒂斯特·贝尔纳多特将军等。但拿破仑对他们隐瞒了自己的意图。
拿破崙於事前拉攏了負責戍守巴黎的指揮官勒菲弗，他被拿破崙說服，勒菲弗說道:「讓我們把那些該死的律師扔進河裡吧!」。为了方便，部队在政变前被部署在巴黎四周。初步计划为，首先让执政官辞职，再让元老院和五百人院任命一个傀儡委员会，由该委员会根据政变的要求，起草新的宪法。

## 过程

### 雾月十八日

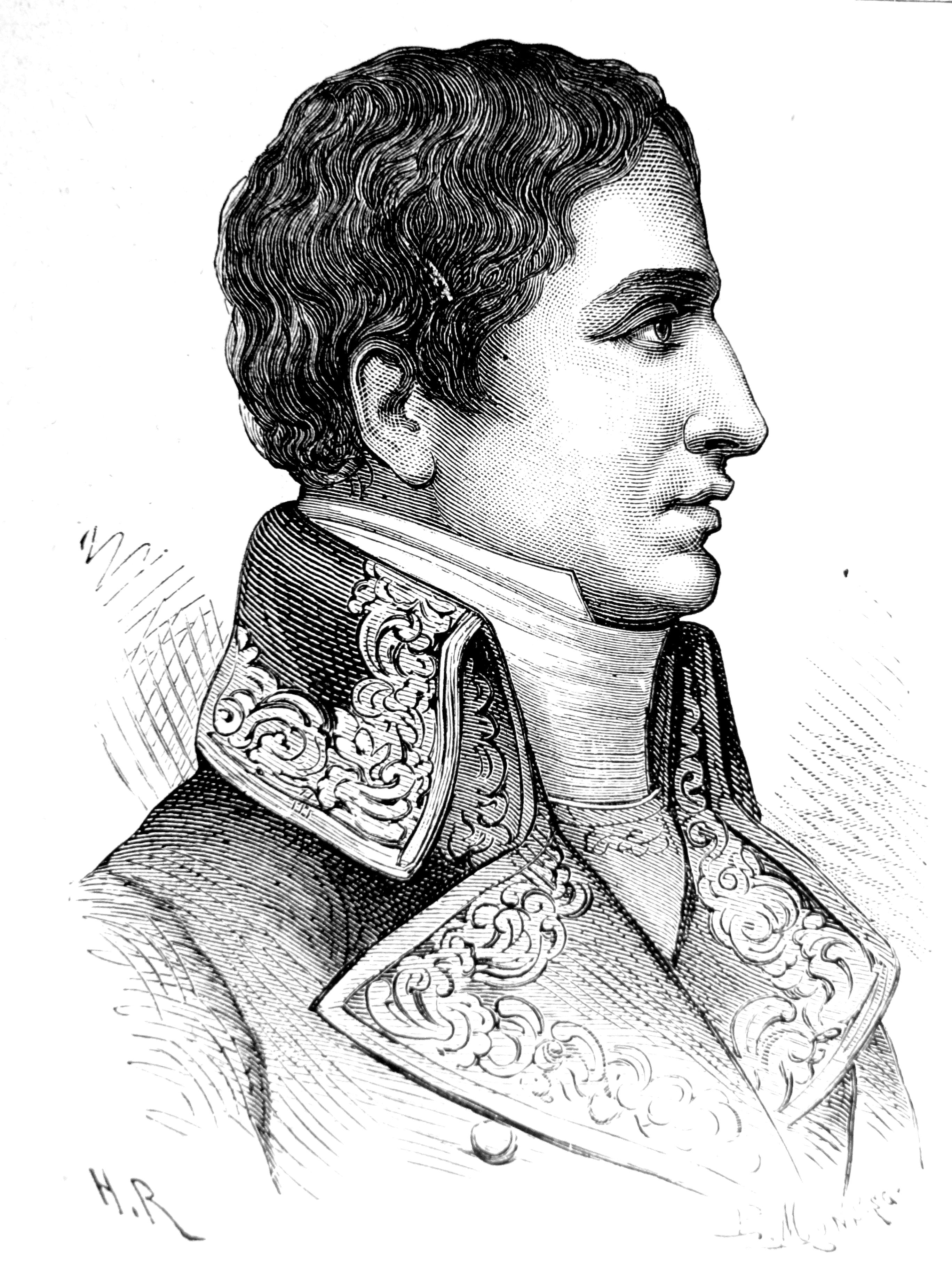
吕西安·波拿巴，五百人院主席，雾月政变参与者

雾月十八日晨，五百人院主席吕西安·波拿巴用巴黎发生了雅各宾派政变的谎言欺骗了委员会，并以安全为由说服他们前往位处巴黎郊区的圣克卢宫。而负责五百人院出行的安全，并被授予当地全部兵权正是拿破仑本人。
早晨晚些时候，西哀士和罗歇·迪科辞去了督政官一职。拿破仑的亲密盟友，前外交部长夏尔·莫里斯·德塔列朗-佩里戈尔说服保罗·巴拉斯做了同样的事。
五执政中三位执政的辞职使人数无法达到法定人数，但两位未辞职的雅各宾执政，路易-热罗姆·戈耶和让-弗朗索瓦-奥古斯特·穆兰则继续强烈抗议。随后，两人皆被拿破仑盟友让·维克多·莫罗将军逮捕，然后被关在卢森堡宫。在第二天他们被强迫放弃抵抗。
和督政官们相反，元老院和五百人院没有被恐吓到，继续开会。富歇提议逮捕五百人院中的雅各宾派领袖，但拿破仑认为此举并不必要，而这最终成了一个失误。到了晚上，巴黎已经被拿破仑和效忠于他的军官控制。當晚拿破崙乘坐馬車經過協和廣場時，他對祕書布列納說道:「明天我們要不是安穩地睡在卢森堡宫，便是在這被梟首示眾。」

### 雾月十九日
翌日，多数议员发现他们已经陷入了一场蓄谋已久的政变，所谓“保护”他们不过是个幌子。面对拒不服从的议员，拿破仑带领一小股近卫军衝入会场。此事可能并不在计划中，但也证明了政变中存在着军事胁迫。
尽管拿破仑展示了他强大的兵力，但元老院继续抵制他。当拿破仑称元老院是一个“令人不快的事实”时，他遭遇了议员的诘难，比如「共和国没有政府」 、「革命已经结束」。一位议员大叫道：「宪法呢？」拿破仑便回答说：「宪法！你们自己毁了它，在果月18日政变违反了它；在花月22日法令中侵犯了它；在牧月30日政变时亵渎了它。它不再享有人们的尊敬了。」

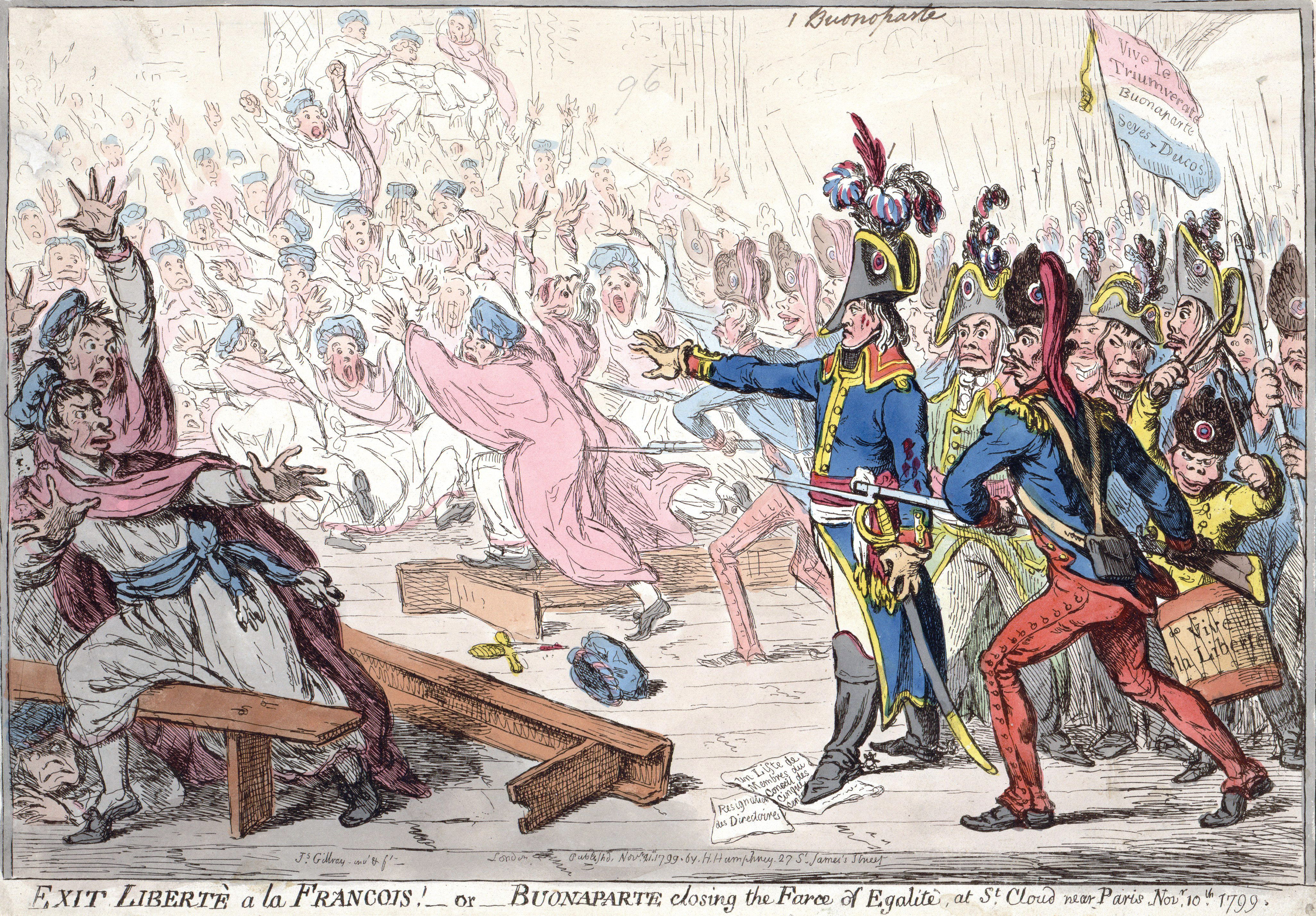
Exit liberté à la François(1799), 詹姆斯·吉尔雷作

此言一出，五百人院对拿破仑更具敌意了。由于雅各宾派议员质疑巴拉斯辞职的合法性，拿破仑的近卫军冲进了会场。拿破仑先是被议员们推来推去，随后被人身攻击。并非拿破仑召集了近卫军，而是他的兄弟、五百人院的主席吕西安召集了近卫军，以保护拿破仑。最后，拿破仑依靠武力仓惶逃出了会场。會場外，議會成員之一的奧熱羅對著拿破崙說道:「你已經騎虎難下了。」拿破崙滿不在乎地回道:「至少不會比阿爾科萊(Arcole)那時還糟。」
五百人院提出了剥夺拿破仑法律权益的动议。目睹此事，吕西安·波拿巴迅速溜出了会场，告诉士兵，五百人院正被一群挥舞着匕首的议员威胁。米歇尔·拉波特的描述称“他（吕西安）手指拿破仑苍白、流着血的脸作为他的证据。然后他做了一个夸张的动作：握紧剑，向天发誓倘若拿破崙侵害法國人民的自由，他將以此刺入拿破仑的心脏。”士兵們被呂西安說服了。吕西安下令军队将暴力议员逐出会场。若阿尚·缪拉带领近卫军进入了橘园廳（Orangerie），他大喊道:“市民們!你們已被解散!”接著向部隊下令:“將這群烏合之眾給攆出去!”，當中還夾雜了幾句粗穢字眼。強勢解散了议会，督政府由此终结。
元老院通过了将五百人院休会3个月的法令，任命拿破仑、西哀士和迪科为临时执政，命名立法院。五百人院中一些温顺的议员准备巩固五百人院的权力，但旋即被捕。五百人院从此沦亡。

## 后事
督政府虽已终结，但政变中的政变还未结束。军事力量的运用无疑通过拿破仑增强了西哀士和其他密谋者的权力。随着五百人院的彻底结束，密谋者们召开了两次会议，每次都有来自两个议院的25名代表。密谋者通过恐吓，在会议中宣布了临时政府的成立，由拿破仑，西哀士和迪科担任第一届执政。
巴黎的大街小巷中对此并无反应，这充分表明了轰轰烈烈的法国大革命已经结束。“那是蛮力和欺骗的结合，尽管雾月十八日发生的一切被姑息了，但绝不会有掌声的迎接。人们疲于革命，只想要一个明智、坚定的政府。”
雅各宾官员在外省发动的起义被迅速镇压了。20名雅各宾议员被流放，余下的被逮捕。大会起草了简短而又晦涩的共和八年宪法，这是自革命开始，第一部不含权利宣言的宪法。
拿破仑·波拿巴使宪法的地位处第一执政之下，而他随后登上了第一执政的位置，由此完成了这政变中的政变。他的权力远超其他两个执政。实际上，他还控制议会，因为议会对宪法有解释权。护宪元老院允许他颁布法律来统治，而独立的法国最高行政法院和护民院被降级去处理不重要的事。这最终导致了法兰西第一帝国的崛起。